# Szurdi Miklós
Szurdi Miklós (Budapest, 1950. október 2. – 2024. február 12. (k. n.)) magyar színész, rendező, színházigazgató, forgatókönyvíró. Testvére Szurdi András filmrendező, forgatókönyvíró.

## Életpályája
Szurdi István és Kreisler Márta gyermekeként született. A Színház- és Filmművészeti Főiskolán előbb színész (1970–1974), majd rendező (1971–1976) szakos diplomát szerzett. 1969–1970-ben filmgyári asszisztens volt. 1975–1979 között a kecskeméti Katona József Színház, majd 1979–1982 között a szolnoki Szigligeti Színház tagja volt. 1982-től a Nemzeti Színház tagja. 1983-tól a Mafilm és a Magyar Televízió rendezője. 1990 óta a Veszprémi Petőfi Színház rendezője. 2003–2008 között a székesfehérvári Vörösmarty Színház igazgatója volt. 2007-ben ő rendezte meg Elton John és Tim Rice Aida c. musicaljét, amely Magyarországon akkor ősbemutatónak számított. 2010-ben újra megrendezte a darabot.

## Magánélete
Első felesége Gór Nagy Mária volt, akitől két fia született: Tamás (1975) és András (1977). 1988-ban feleségül vette Appel Editet, akitől szintén két gyermeke született: István (1987) és Judit (1990). Az 1990-es évek közepén házasodtak össze Xantus Barbarával. Két gyermekük született: Panna (1997) és Balázs Benjámin (2003). 2015-ben Pető Zsófia színésznő lett a választottja.

## Színházi munkái

### Színészként
- B. Turán Róbert: Madarak röpte....I. görög harcos
- Hubay Miklós: Színház a cethal hátán....Hadnagy
- Weingarten: Nyár....Simon
- William Shakespeare: Antonius és Cleopatra....
- Hacks: A sanssouci molnár....Zieten
- Szentes Reginald: András kovács királysága....
- Synge: A nyugati világ bajnoka....Christopher Mahon
- Remenyik Zsigmond: 'Vén Európa' hotel....Kesselstadt
- Ránki György: Villa Negra....Notesz
- Márai Sándor: Kaland....Kádár Péter

### Rendezőként
- Witkiewicz: Egy kis udvarházban (1975)
- Gyurkovics Tibor: Őszinte részvétem (Csóka-család) (1975)
- Shaw: Androkles és az oroszlán (1975)
- Shaw: Nagy Katalin (1975)
- Kocsis István: Tárlat az utcán (1976)
- Ajtmatov-Muhamedzsanov: Fent a Fudzsijámán (1976)
- Gyurkovics-Szakonyi: De ki lesz a gyilkos? (1977)
- William Shakespeare: Minden jó, ha vége jó (1977)
- Pavlovits Miklós: Aigisztosz (1977)
- Kander–Ebb: Kabaré (1977)
- Eörsi István: Play Molnár (Színe és visszája) (1978)
- Schwajda György: Csoda (1979)
- Verebes István: Üzenet (1979, 1983, 2011)
- Hasek: Az út avagy Svejk, a derék katona további kalandjai (1980)
- Szophoklész: Élektra (1980)
- O'Neill: Amerikai Elektra (1980)
- Dumas: A három testőr (1981)
- Kastner: Emil és a detektívek (1981)
- Foster: I. Erzsébet (1982)
- Spiró György: Esti műsor (1983)
- Dürrenmatt: A fizikusok (1984)
- Kertész Ákos: Családi ház manzárddal, avagy egész évben karácsony (1984)
- Williams: Macska a forró bádogtetőn (1985)
- Ránki György: Villa Negra (1986)
- Werich-Voskovec: Hóhér és bolond (1986)
- Feuchtwanger: Marie-Antoinette (1987)
- Hellman: Régimódi játékok (1990)
- Harold Pinter: Hazatérés (1990)
- Maeterlinck: Szent Antal csodája (1990)
- Vian: Mindenkit megnyúzunk (1991)
- Jacobs-Casey: Grease (Zselé - kend a hajadra) (1993)
- Döme Zsolt: Eddig vagyok (1993)
- Hamlisch: Kapj el! (A mi dalunk szól) (1995)
- MacDermot: Hair (1996)
- Fábri Péter: Bécsi gyors (1996)
- Schisgal: A gépírók (1997)
- Schisgal: Kínaiak, avagy aki zavart lélekkel lép ki a világba (1997)
- Vajda Anikó: Párizs - Piaf (1998)
- Szikora-Szomor-Vinnay: Katonadolog (1999)
- William Shakespeare: Ahogy tetszik (2001)
- Schisgal: Szerelem, Óh! (2001)
- William Shakespeare: Rómeó és Júlia (2003)
- Verebes István: Remix, avagy három a nagylány (2003, 2009)
- Szomor György: Diótörő és egérkirály (2003)
- Kander-Ebb: Chicago (2004)
- Elton: Pattogatott vérfürdő (Popcorn) (2004)
- Choderlos de Laclos: Veszedelmes viszonyok (2005)
- Bernstein: A csodák városa (2005)
- De Angels: Garrick, a színész - avagy ízlés dolga (2005)
- Ábrahám Pál: Viktória (2006)
- Mackenzie: A bárónő és a komorna (2006)
- William Shakespeare: III. Richárd (2007)
- Elton John: AIDA (The musical)[6] (2007)
- Strindberg: After Miss Julie (2007)
- Brecht: Koldusopera (2008)
- Egressy Zoltán: 4x100 (2009)
- Vadnai-Békeffy: Tisztelt ház (2009)
- Williams: Az ifjúság édes madara (2010)
- Mrozek: Károly (2011)
- Norman: Jóccakát, anya... (2011)
- Dés László: A dzsungel könyve (2012)
- Lara De Mara: Égben maradt repülő (2016)

## Filmjei
| - Katonadolog - Kapj el! - TV a város szélén (1998) - Mai mesék: Egy kis szívesség - Vademberek (2001) - Casino (2011) - Öcsém (1966) - Bohóc a falon (1967) - A törökfejes kopja (1973) - A magyar ugaron (1973) - Zenés TV Színház (1973) - Pókháló (1974) - Felelet (1975) - Optimista tragédia (1976) - Dübörgő csend (1978) - Szegény Dzsoni és Árnika (1983) - Zsarumeló (1987) - Laura (1987) - Kék Duna keringő (1992) - Sose halunk meg (1993) | - Hatásvadászok (1983) (rendező, forgatókönyvíró) - Legendárium (1983) - Optimisták (1983) - Képvadászok (1986) (Szurdi Andrással) (rendező, forgatókönyvíró) - Linda (1989) (rendező, színész) - Öld meg a másik kettőt (1990) (rendező, író) - Angyalbőrben (1990-1991) (rendező, színész, író) - Família Kft. (1991-1997) (rendező, író) - Privát kopó (1993) (rendező, színész, forgatókönyvíró) - Éretlenek (1995) (rendező, forgatókönyvíró) - Showdown (2009) (rendező, forgatókönyvíró) - Ha…: Mick Travis (Malcolm McDowell) hangja (1976) |

## Díjai, elismerései
- A filmszemle díja (1983)
- A filmkritikusok díja (1984)
- A Magyar Köztársasági Érdemrend tisztikeresztje (2010)